# Francesc Torres i Monsó

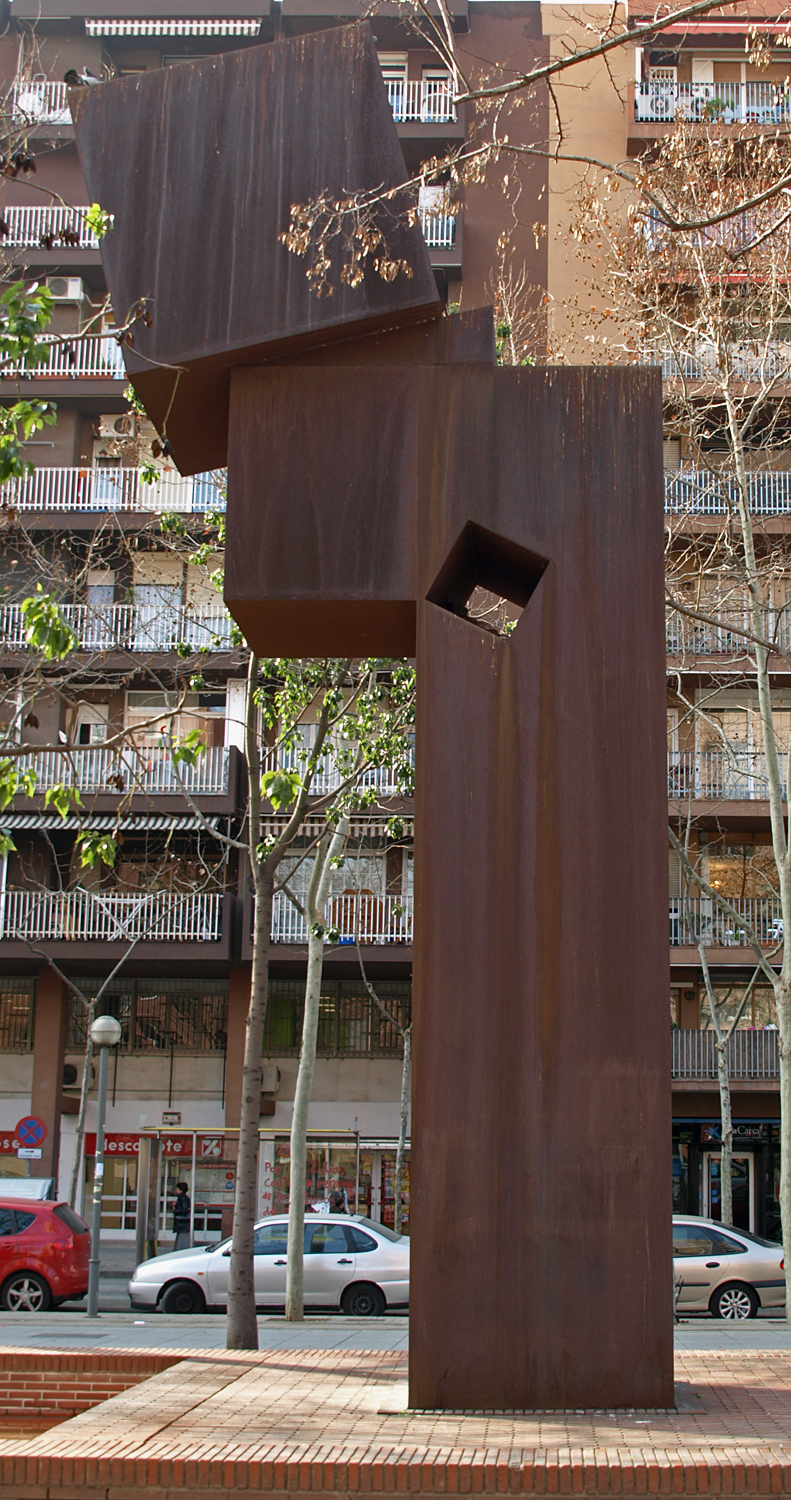
El llarg viatge (1992), de Torres Monsó a la cruïlla de la Rambla de Prim i la Rambla de Guipúscoa (Barcelona)

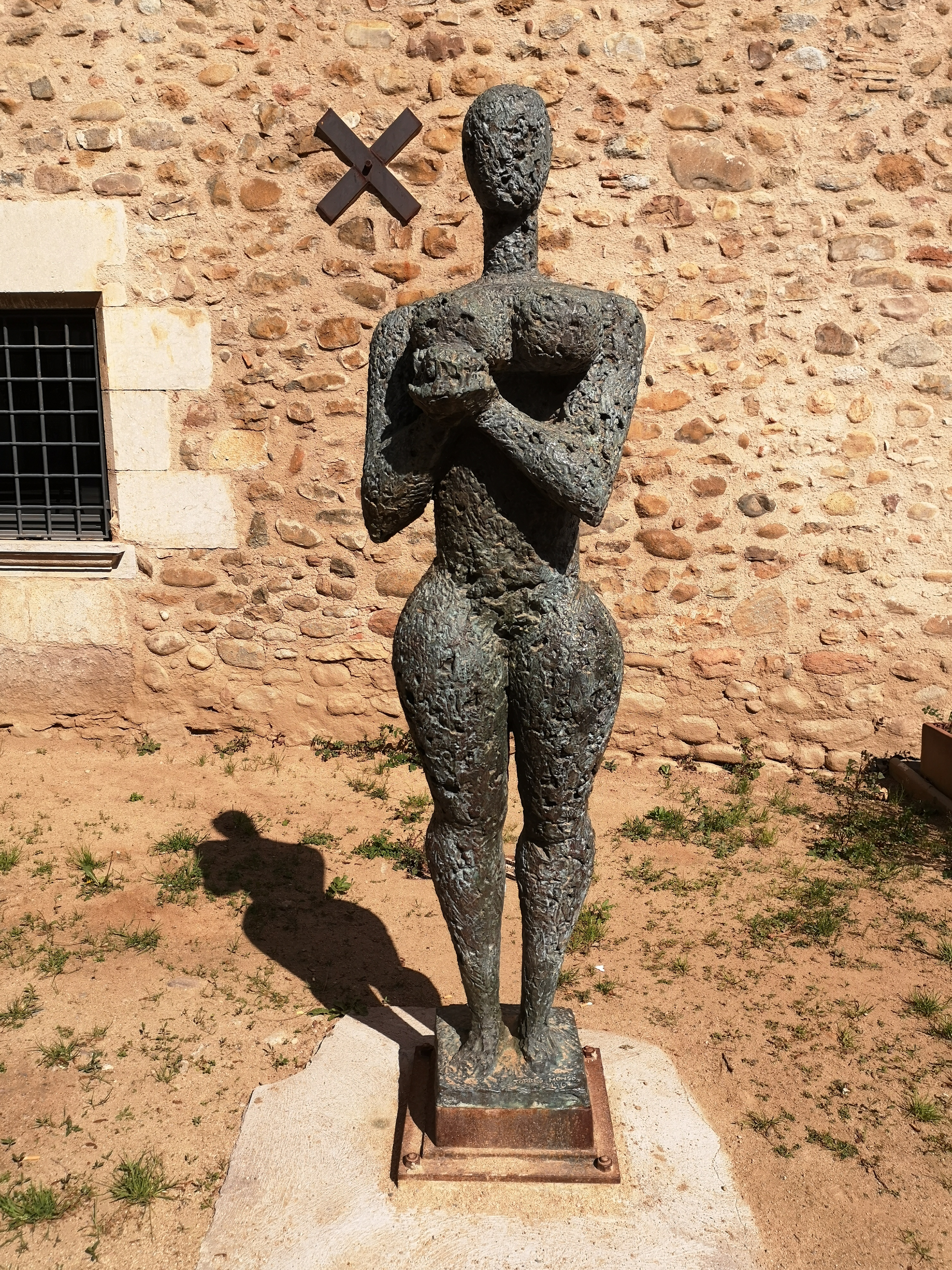
La Mamaroca o La ben plantada, de Torres Monsó, davant del centre cívic de Santa Eugènia, a Girona.

Francesc Torres i Monsó (Girona, 7 de novembre de 1922 – 30 de gener de 2015) fou un escultor català.

## Biografia
Estudià a l'Escola de Belles Arts de Girona amb Joan Orihuel i treballà a Barcelona amb Enric Monjo i Josep Clarà. La seva obra primera és d'antuvi academicista, influïda per Aristides Maillol i Clarà, però la influència de Jean Rodin l'incità a la construcció de masses animades.
El 1950 fundà el grup Postectura i participà en el Tercer Saló d'Octubre. Aleshores fou influït profundament per l'expressionisme anglès. Participà en els Salons d'Octubre i el 1954 guanyà una beca de l'Institut Français per a anar a París. Allà augmentà el seu expressionisme a la recerca d'un rigor formal, molt influït per Juli González. La seva Maternitat guanyà el primer premi d'escultura a la Tercera Biennal d'Alexandria. A principis dels anys 1960 es va deixar influir per l'art abstracte, però poc després tornà a un expressionisme figuratiu amb contingut sarcàstic i un tractament de la matèria progressivament més destructiu. El 1969 començà a treballar el polièster i les resines sintètiques, i introduí el color en les seves composicions, ara amb influències del pop art.
Els anys setanta van portar a Torres Monsó a la descomposició definitiva de la forma, descomposició que de fet ja s'apunta en algunes peces de finals dels anys seixanta. Després de quasi dos anys d'inactivitat artística torna a treballar unes peces lligades a la imatge del Pop art i, amb ironia, ens ensenyen un punt de vista crític sobre la societat del moment.
Les dues últimes dècades del segle xx són un moment de plenitud creativa. La dècada dels vuitanta serà un moment de síntesi; les obres es despullen de decoració, adopten tendències minimalistes, que resumeixen en la seva austeritat les preocupacions latents de l'artista.

## Premis i reconeixements
Al llarg de la seva trajectòria ha rebut els següents premis i reconeixements: Beca de l'Estat francès 1954, Premi Alejadinho. IIIBiennal Hisapno-Americana, Barcelona 1955, Primer premi d'Escultura "Immortal Girona", Girona 1957, Premi Juli González, Barcelona 1959, Gran Premi d'Escultura. III Biennal d'Alexandria (Egipte) 1959, Beca març per a l'estranger 1962, Va rebre la Creu de Sant Jordi 1991.

## Museus

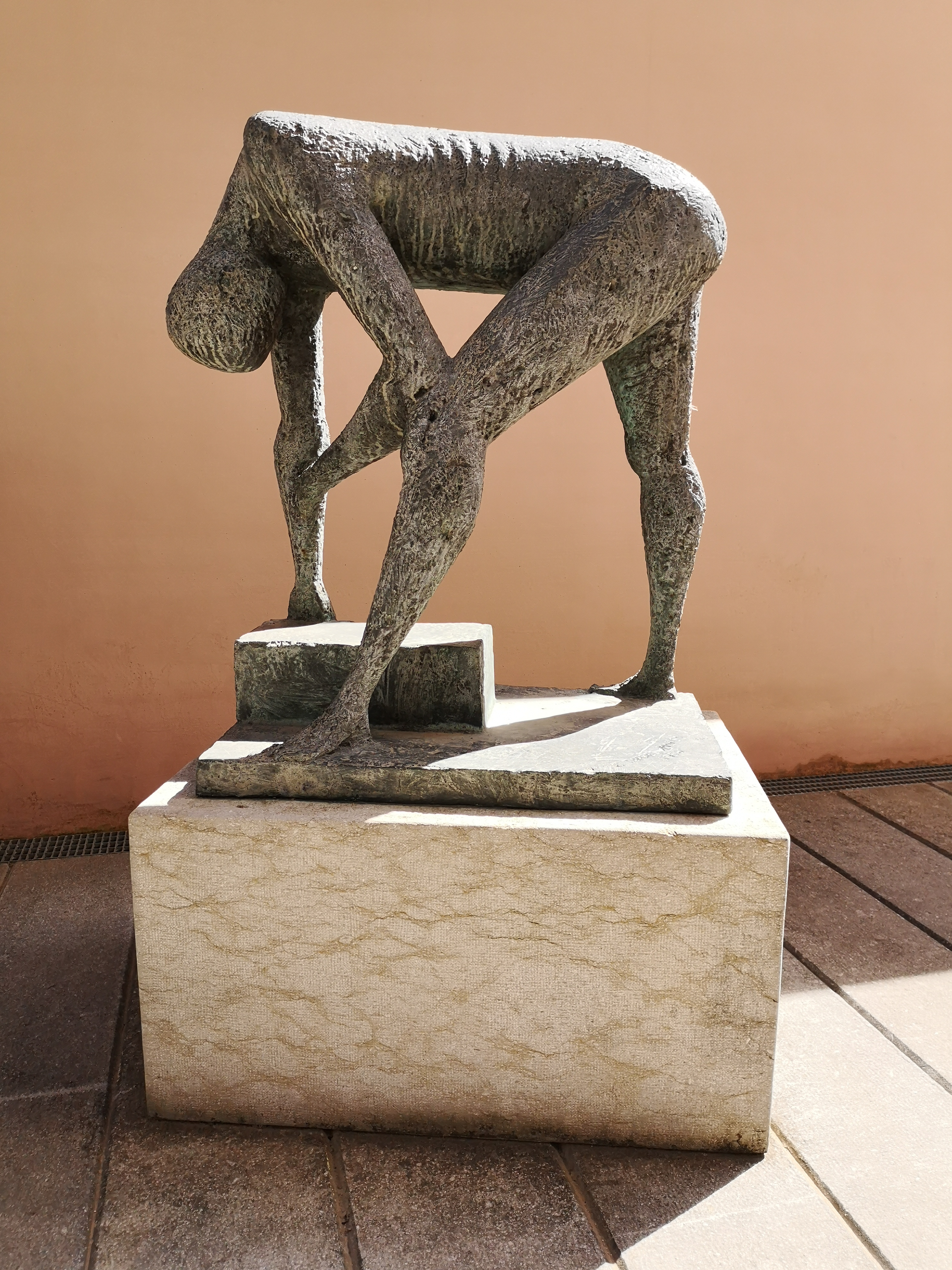
El Picapedrer, de Torres Monsó, a la Casa de la Punxa de Girona.

Trobem obra seva en les següents col·leccions: Museu d'Alexandria (Egipte), Museu de les Províncies (El Pedregal), Museu d'Art Contemporani de Vilafamés, Museu d'Art de Girona, Museu d'Història de Girona, Museu de Quesada (Jaén), Museu d'Art Contemporani de Santa Cruz de Tenerife (Canàries), Museu de Cadaqués i al Museu d'Art Contemporani de Barcelona, entre d'altres.